# Gare de Jarville-la-Malgrange
Gare de Jarville-la-Malgrange – przystanek kolejowy w Jarville-la-Malgrange, w departamencie Meurthe i Mozela, w regionie Grand Est, we Francji.
Jest przystankiem kolejowym Société nationale des chemins de fer français (SNCF), obsługiwaną przez pociągi TER Lorraine.

## Położenie
Znajduje się na wysokości 213 m n.p.m., na 355,516 km linii Paryż – Strasburg, pomiędzy dworcami Nancy-Ville i Laneuveville-devant-Nancy. Wychodzi stąd też linia do Mirecourt.

## Usługi
Przewozy kolejowe są prowadzone przez pociągi TER Lorraine, kursujące między Nancy a Lunéville lub Saint-Dié-des-Vosges; Nancy a Pont-Saint-Vincent, Contrexéville, i Culmont - Chalindrey.